# Parque nacional del Faro
El parque nacional del Faro (en francés: parc national du Faro) es un área protegida en la provincia del norte de Camerún. Cubre un área de 3 300 kilómetros cuadrados (1 300 millas cuadradas) y está cerca de la frontera nigeriana, rodeado en la parte oriental por varios cotos de caza. Es el hogar de guepardos, rinocerontes, elefantes negros, y es conocida por sus colonias de hipopótamos.